# Штајнталебен
Штајнталебен (њем. Steinthaleben) општина је у њемачкој савезној држави Тирингија. Једно је од 50 општинских средишта округа Кифхојзер. Према процјени из 2010. у општини је живјело 510 становника. Посједује регионалну шифру (AGS) 16065068.

## Географски и демографски подаци
Штајнталебен се налази у савезној држави Тирингија у округу Кифхојзер. Општина се налази на надморској висини од 170 метара. Површина општине износи 30,9 km². У самом мјесту је, према процјени из 2010. године, живјело 510 становника. Просјечна густина становништва износи 17 становника/km².